# Xylophanes hydrata
Xylophanes hydrata là một loài bướm đêm thuộc họ Sphingidae. Nó được tìm thấy ở Brasil phía tây đến Bolivia và Peru.
Con trưởng thành bay vào tháng 11 và tháng 1 in Peru.
Ấu trùng có thể ăn các loài Rubiaceae và Malvaceae.